# Kaltleiter
Ein Kaltleiter, PTC-Widerstand oder PTC-Thermistor (englisch Positive Temperature Coefficient Thermistor) ist ein temperaturabhängiger Widerstand, welcher zu der Gruppe der Thermistoren zählt. Er weist als wesentliche Eigenschaft einen positiven Temperaturkoeffizienten auf und leitet bei tiefen Temperaturen den elektrischen Strom besser als bei hohen Temperaturen.
Prinzipiell haben alle Metalle einen positiven Temperaturkoeffizienten, sind also Kaltleiter; im Unterschied zu den hier behandelten Bauelementen ist ihr Temperaturkoeffizient jedoch wesentlich kleiner und weitgehend linear, wie bei dem wegen seiner Stabilität als Temperatursensor eingesetzten Platin-Messwiderstand.
Das Gegenteil von Kaltleitern sind Heißleiter, die bei höheren Temperaturen besser leiten und einen negativen Temperaturkoeffizienten aufweisen.

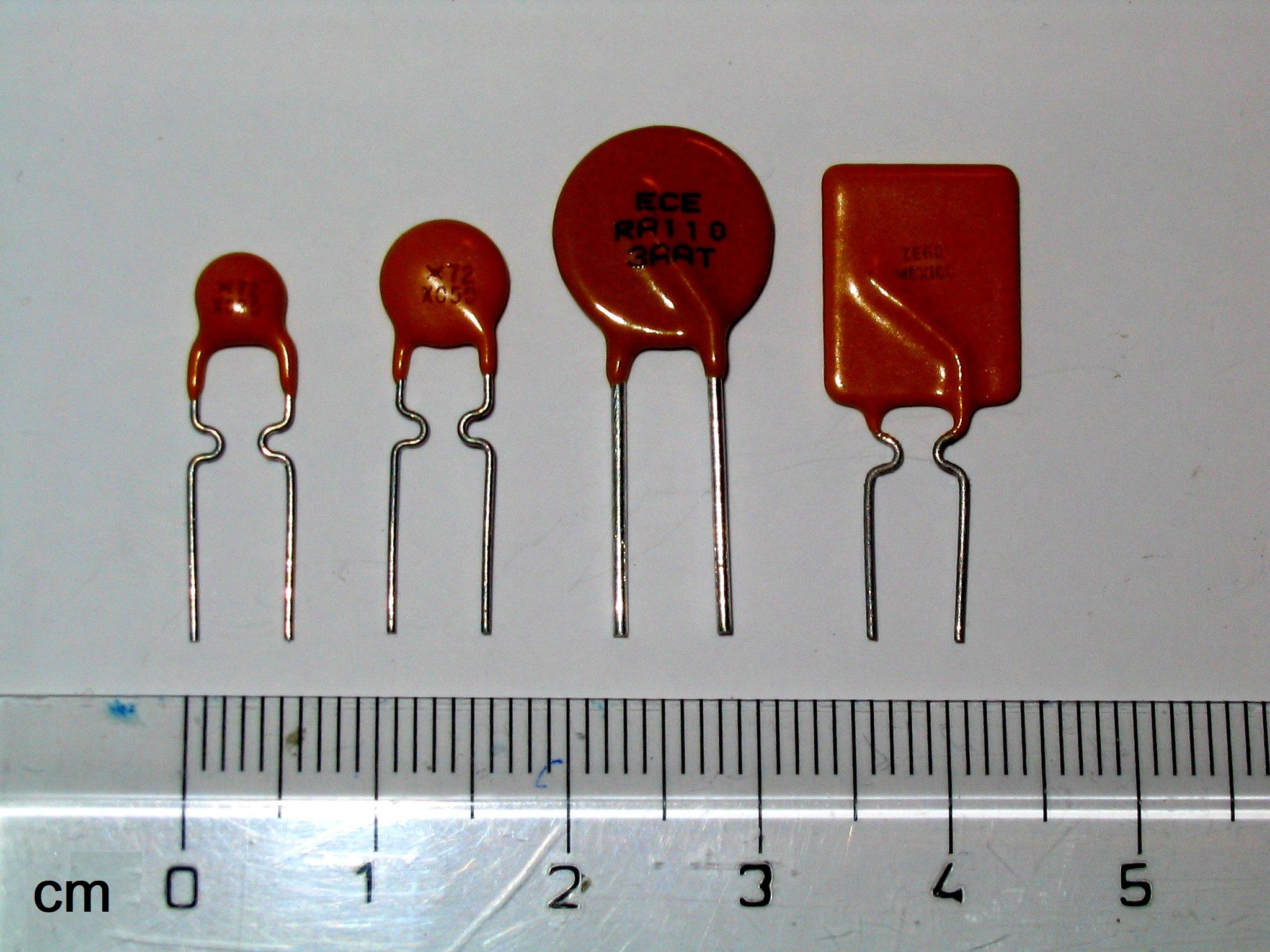
Verschiedene PTC-Widerstände

## Arten und Anwendungsgebiete

Schaltzeichen eines Kaltleiters

In der Elektronik finden drei grundsätzlich verschiedene Klassen von Kaltleitern Anwendung:
Widerstand steigt etwa linear mit der Temperatur an
Temperaturmessung, Temperaturkompensation, Widerstandsthermometer-Material: Dickfilmtechnologie auf verschiedenen Trägersubstraten oder Aufbau ähnlich einer Glühlampe; siehe auch Eisen-Wasserstoff-Widerstand.
Keramikbasis mit nichtlinearem Widerstandsverlauf
Überstromschutz (als Sicherungselement), Übertemperaturschutz (Thermosicherung), selbstregelndes Heizelement, Schaltelement (Stichworte „Motorstart PTC“, „Degaussing PTC“: in Kombination mit einer Heizscheibe zur Entmagnetisierung von Bildröhren). Material: Bariumtitanat; siehe auch Zuheizer.
Polymerbasis mit nichtlinearem Widerstandsverlauf
Selbstrückstellende Sicherung (Sicherungselement zum Überstromschutz); Material: mit winzigen Rußpartikeln befüllter Kunststoff.

## Material
Als elektronische Bauteile sind Kaltleiter meistens aus halbleitenden, polykristallinen Keramiken gefertigt (zum Beispiel BaTiO3), die in einem bestimmten Temperaturbereich eine Sperrschicht an den Korngrenzen aufbauen. Neuere Entwicklungen führten zu Bauteilen mit sehr steilem Anstieg des Widerstandes ab einer charakteristischen Temperatur (ca. 80…130 °C). Weiterhin wurden die Materialien dahingehend verbessert, dass selbstrückstellende Sicherungen auch für Netzspannungsanwendung geschaffen werden konnten.

## Temperatur-Widerstands-Kennlinie

### Auf Siliziumbasis

Widerstand des Temperatursensors auf Basis von n-dotiertem Silizium als Funktion der Temperatur

Kaltleiter auf Basis von dotiertem Silizium werden im Temperaturbereich von −50 °C bis +150 °C eingesetzt und zeichnen sich durch geringe Baugröße, Einstellzeit, enge Toleranzen und gute Langzeitstabilität aus. Für den KTY11-6 gilt ein parabelförmiger Zusammenhang zwischen Widerstand und der Celsius-Temperatur {\displaystyle t}:
{\displaystyle R_{t}=2000\,\Omega \cdot \left[1+\alpha \cdot (t-25\,{}^{\circ }{\text{C}})+\beta \cdot (t-25\,{}^{\circ }{\text{C}})^{2}\right]}
mit den Konstanten
{\displaystyle \alpha =7{,}88\cdot 10^{-3}\cdot 1/^{\circ }\mathrm {C} }
{\displaystyle \beta =1{,}937\cdot 10^{-5}\cdot 1/^{\circ }\mathrm {C} ^{2}}
In Anwendungen wird normalerweise {\displaystyle R_{t}} gemessen und die Temperatur {\displaystyle t} gesucht. Die Auflösung („Umkehrung“) dieser Formeln nebst der dazugehörigen Linearisierung wird in Wikibooks beschrieben.

### Bariumtitanat

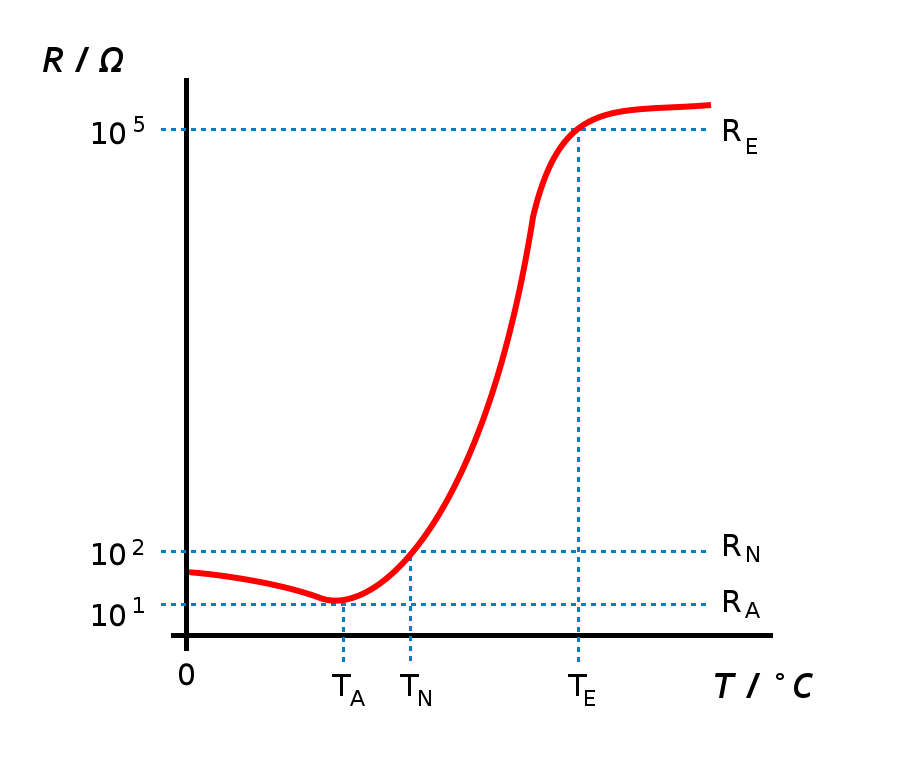
Charakteristische Kennlinie eines PTC

In der Herstellung werden Mischungen von Bariumcarbonat und Titan(IV)-oxid zusammen mit anderen Materialien, die die gewünschten elektrischen und thermischen Eigenschaften ergeben, gemahlen, gemischt und dann, je nach Verwendungszweck, in Scheiben-, Stab- oder Rohrform gepresst. Anschließend werden die Körper bei hohen Temperaturen (zwischen 1000 °C und 1400 °C) gesintert.
Durch an den Korngrenzen befindliche Akzeptoren werden Elektronen aus den Körnern gebunden. Dies führt zur Entstehung von Verarmungsrandschichten an den Kornoberflächen, welche Potentialbarrieren verursachen. Unterhalb der Curie-Temperatur werden diese Potentialbarrieren durch die spontane Polarisation größtenteils kompensiert. Der Leitungsmechanismus beruht daher im Wesentlichen auf der Ladungsträgerdichte, welche mit steigender Temperatur zunimmt. Dies ist zunächst ein typisches Heißleiterverhalten. Mit steigender Temperatur nimmt die Polarisation ab, bis sie oberhalb der Curie-Temperatur schließlich vollkommen verschwindet. Zwar nimmt nun die Ladungsträgerdichte mit steigender Temperatur weiter zu, aber durch die jetzt fehlende Polarisation kommt die isolierende Wirkung der Verarmungsrandschichten voll zur Geltung, so dass der Widerstand stark exponentiell ansteigt.
{\displaystyle R=R_{0}\cdot e^{b(T-T_{0})}}
Die einzelnen Formelzeichen stehen für folgende Größen:
- {\displaystyle R} – Widerstand bei der absoluten Temperatur {\displaystyle T}
- {\displaystyle R_{0}} – Nennwiderstand bei Nenntemperatur {\displaystyle T_{0}}
- {\displaystyle b}   – Materialkonstante

Wird der Kaltleiter noch weiter erwärmt, so wirkt der Anstieg der Ladungsträgerdichte nun wieder der Isolierung durch die Verarmungsrandschichten entgegen, so dass es zu einer leichten Abnahme des Widerstands kommt. Dieses Verhalten ähnelt wiederum dem eines Heißleiters.

### Metalle

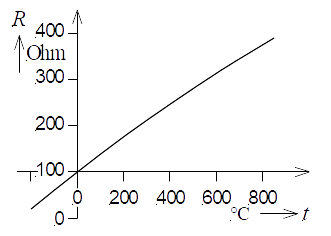
Kennlinie des Pt100

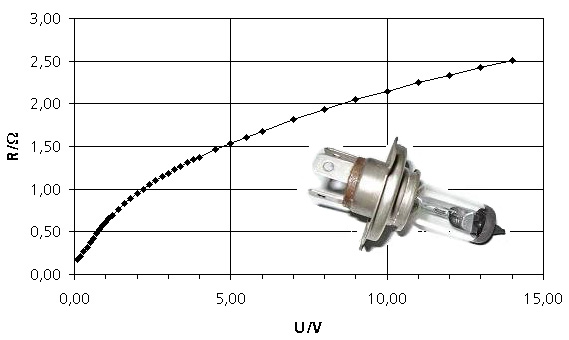
Widerstandsverlauf einer Glühlampe bei verschiedenen Betriebsspannungen; der Kaltwiderstand beträgt nur etwa 7 % des Widerstandes bei Nennspannung.

Reine Metalle besitzen einen mit der Temperatur recht linear steigenden elektrischen Widerstand. Üblich zur Temperaturmessung und genormt ist der Platin-Widerstand Pt100 (Draht oder Schicht).
Glühlampen eignen sich auch als Überlastschutz; sie besitzen im kalten Zustand einen Kaltwiderstand von nur wenigen Prozent des Widerstandes bei Betrieb an Nennspannung.
Kleine Glühlampen wurden auch in RC-Generatoren zur Amplitudenstabilisierung eingesetzt.
Früher wurden Eisen-Wasserstoff-Widerstände zur Stromstabilisierung im Heizkreis von Röhren-Geräten eingesetzt. Sie besaßen über einen Betriebsspannungsbereich von etwa 1:3 eine nahezu konstante Stromaufnahme.
Legierungen besitzen einen wesentlich kleineren Temperaturkoeffizienten, der in bestimmten Temperaturintervallen sogar null sein kann (siehe Konstantan).

## Schaltung
Es ist selten sinnvoll, Kaltleiter mit konstantem Strom zu versorgen, da dann keine stabile Temperatur möglich ist. Steigt diese ein wenig, vergrößert sich auch der Widerstand des Kaltleiters. Deshalb steigt wegen des Zusammenhangs P=I²·R die erzeugte Wärmeleistung und die Temperatur weiter. Physikalisch spricht man von einem labilen Gleichgewicht. Sinnvoller ist der Betrieb mit konstanter Spannung. Dann sinkt bei steigender Temperatur wegen P=U²/R die erzeugte Wärmeleistung und der Kaltleiter kühlt sich wieder ab. Daher können Bauteile mit Kaltleiter-Charakteristik zur gleichzeitigen Versorgung mit einer gemeinsamen Konstantspannung nicht ohne weiteres in Reihe geschaltet werden, eine Parallelschaltung ist jedoch unkritisch. Umgekehrt sind Motorschutzfühler mit mehreren Kaltleitern bei Konstantspannungs-Versorgung nur mit einer Reihenschaltung oder bei Einzelauswertung sinnvoll.
Für eine Temperaturmessung in Verbindung mit Mikrocontrollern wird der Kaltleiter oft über einen Vorwiderstand mit der konstanten Betriebsspannung verbunden, wodurch der Zusammenhang Temperatur – Spannung S-förmig verläuft und sich die Möglichkeit einer Linearisierung um den Wendepunkt ergibt. Voraussetzung ist, dass sich die zu messende Temperatur in der Nähe des Wendepunktes der Kurve befinden muss. Der Vorwiderstand muss den Strom soweit begrenzen, dass keine relevante Eigenerwärmung des Sensors auftritt.